# Delphine Seyrig
Delphine Claire Beltiane Seyrig, född 10 april 1932 i Beirut, Franska mandatet för Syrien och Libanon, död 15 oktober 1990 i Paris, var en fransk skådespelerska och filmregissör. Hon avled i lungcancer.

## Utmärkelser
Seyrig vann Volpipokalen för bästa kvinnliga skådespelare 1963 för Muriel.

## Roller i urval
- 1959 – Pull My Daisy
- 1961 – I fjol i Marienbad
- 1963 – Muriel
- 1968 – Stulna kyssar
- 1968 – Vintergatan
- 1969 – Mr. Freedom
- 1969 – Sirenen från Mississippi
- 1970 – Flickan med åsneskinnet
- 1972 – Borgarklassens diskreta charm
- 1973 – Ett dockhem
- 1973 – Schakalen
- 1974 – India Song
- 1974 – Den svarta väderkvarnen
- 1975 – Jeanne Dielman, 23, quai du Commerce, 1080 Bruxelles
- 1976 – Caro Michele
- 1979 – På väg